# Поспешный (эсминец, 1914)
«Поспе́шный» — эскадренный миноносец типа «Счастливый», построенный по «Программе спешного усиления Черноморского флота» и принадлежавший к числу эскадренных миноносцев типа «Новик». Участник Первой мировой войны на Чёрном море. Во время Гражданской войны достался белому флоту и ушёл в 1920 году с Русской эскадрой в Бизерту.

## История службы

### Служба в Российском Императорском флоте.
Зачислен в списке судов Черноморского флота 11 октября 1911 года. Заложен на стапеле Невского судостроительного завода в ноябре 1912 года, перезаложен на стапеле завода ОНЗИВ в Николаеве 12 июля (или 5 октября) 1913 года, спущен на воду 22 марта 1913 года. В начале июля 1915 года, после завершения швартовочных испытаний, перешёл из Николаева в Севастополь для окончательной достройки и приёмных испытаний. 16  сентября 1915 года «Поспешный» был принят в состав 2-го дивизиона Минной бригады Черноморского флота.
Первый боевой поход «Поспешного» (к Зунгулдаку) состоялся 22-23 декабря 1915 года. В 1916 году эсминец активно участвовал в боевых действиях на Чёрном море, совершил 17 боевых походов для обстрела турецкого и румынского побережья, перевозок войск, выполнения минных постановок и охраны походов линейных кораблей и авиатранспортов. В 1917 году «Поспешный» совершил 5 боевых выходов на турецкие морские коммуникации, обстрелы турецкого побережья и минные постановки.

### Служба во время Гражданской войны
16 декабря 1917 года «Поспешный» был введён в состав Красного Черноморского флота. После предъявления германским командованием 25 апреля ультиматума советскому правительству о сдаче Черноморского флота 29 апреля 1918 года «Поспешный» вместе с частью кораблей ушёл из Севастополя. 1 мая 1918 года корабль прибыл в Новороссийск. 17-19 июня 1918 года возвратился в Севастополь и был захвачен германскими войсками.
После ухода германских войск из Севастополя в декабре 1918 года «Поспешный» перешёл под контроль английского командования, на корабле был сформирован английский экипаж. 24 января (6 февраля) 1919 года корабль был передан англичанами союзниками и зачислен в состав Черноморского флота ВСЮР, став вместе с крейсером «Кагул» одним из самых боеспособных кораблей. «Поспешный» участвовал в Одесском десанте и во многих других операциях флота ВСЮР на Чёрном и Азовском морях в 1919-1920 годах.
14 ноября 1920 года вместе с остальными судами Русской эскадры эсминец покинул Крым. После высадки эвакуируемых в Константинополе, «Поспешный» в конце декабря прибыл в Бизерту (Тунис). 29 декабря корабль был интернирован французскими властями и последующие 4 года находился на стоянке. После признания 29 октября 1924 года Францией СССР с корабля был спущен Андреевский флаг, а команда «Поспешного» покинула корабль. В конце 1920-х годов корабль был продан Русметаллторгом на слом и в 1933 году был разобран на металл частной французской фирмой.

## Командиры
- капитан 2 ранга Ульянов 2-й (17 марта 1914 года — 3 ноября 1914 года);
- капитан 2 ранга Жерве Б. Б. (16 марта 1915 года — 3 мая 1916 года);
- капитан 2 ранга Пышнов 2-й Б. М. (3 мая 1916 года) — июль 1917 года;
- капитан 2 ранга Гутан Н. Р. (июль 1917 года — 1918 год)[2].
- капитан 2-го ранга Н. Р. Гутан 2-й (27.03.1919 - 01.03.1920).

- капитан 2-го ранга М. Е. Крафт (02.1921 - 02.1922).
- лейтенант В. С. Никитин (01.1922 - 10.1922).